# Faye-sur-Ardin
Faye-sur-Ardin – miejscowość i gmina we Francji, w regionie Nowa Akwitania, w departamencie Deux-Sèvres.
Według danych na rok 1990 gminę zamieszkiwało 399 osób, a gęstość zaludnienia wynosiła 27 osób/km² (wśród 1467 gmin regionu Poitou-Charentes Faye-sur-Ardin plasuje się na 628. miejscu pod względem liczby ludności, natomiast pod względem powierzchni na miejscu 595.).